# LGV 2
La LGV 2 (HSL 2 en néerlandais) ou ligne à grande vitesse de Louvain à Ans, est une ligne ferroviaire à grande vitesse en Belgique. Comme tout le réseau ferroviaire belge, son propriétaire formel, qui l'entretient et la gère, est Infrabel. À la différence des lignes à grande vitesse françaises, l'accès n'est pas restreint aux trains de type TGV ou ICE.

## Caractéristiques
C'est le second maillon du projet belge de LGV.
La LGV 2 relie Louvain à Ans sur 64 km. Elle est mise en service le 15 décembre 2002.
La LGV 2 est parcourue par :
- des Thalys PBKA à 300 km/h, assurant la liaison Paris - Bruxelles - Liège - Aix-la-Chapelle - Cologne - Essen
- des ICE 3 à 250 km/h, assurant la liaison Bruxelles - Liège - Aix-la-Chapelle - Cologne - Francfort
- des trains IC de la SNCB composés de locomotives  Série 18 (anciennement Série 13) et de Voitures I11, I10 et M7 à 200 km/h, assurant des liaisons entre Eupen et Ostende toute la semaine
- des trains P (2 par jour dans chaque sens) assurant des liaisons entre Bruxelles et Visé (uniquement en semaine)
- des trains IC de la SNCB composés de locomotives de la Série 18 et de Voitures M6 assurant des liaisons entre Courtrai et Welkenraedt du lundi au vendredi.

Depuis l'inauguration de la LGV 3 en 2009, le temps de trajet entre la Belgique et l'Allemagne des ICE s'est réduit davantage.

## Trajet

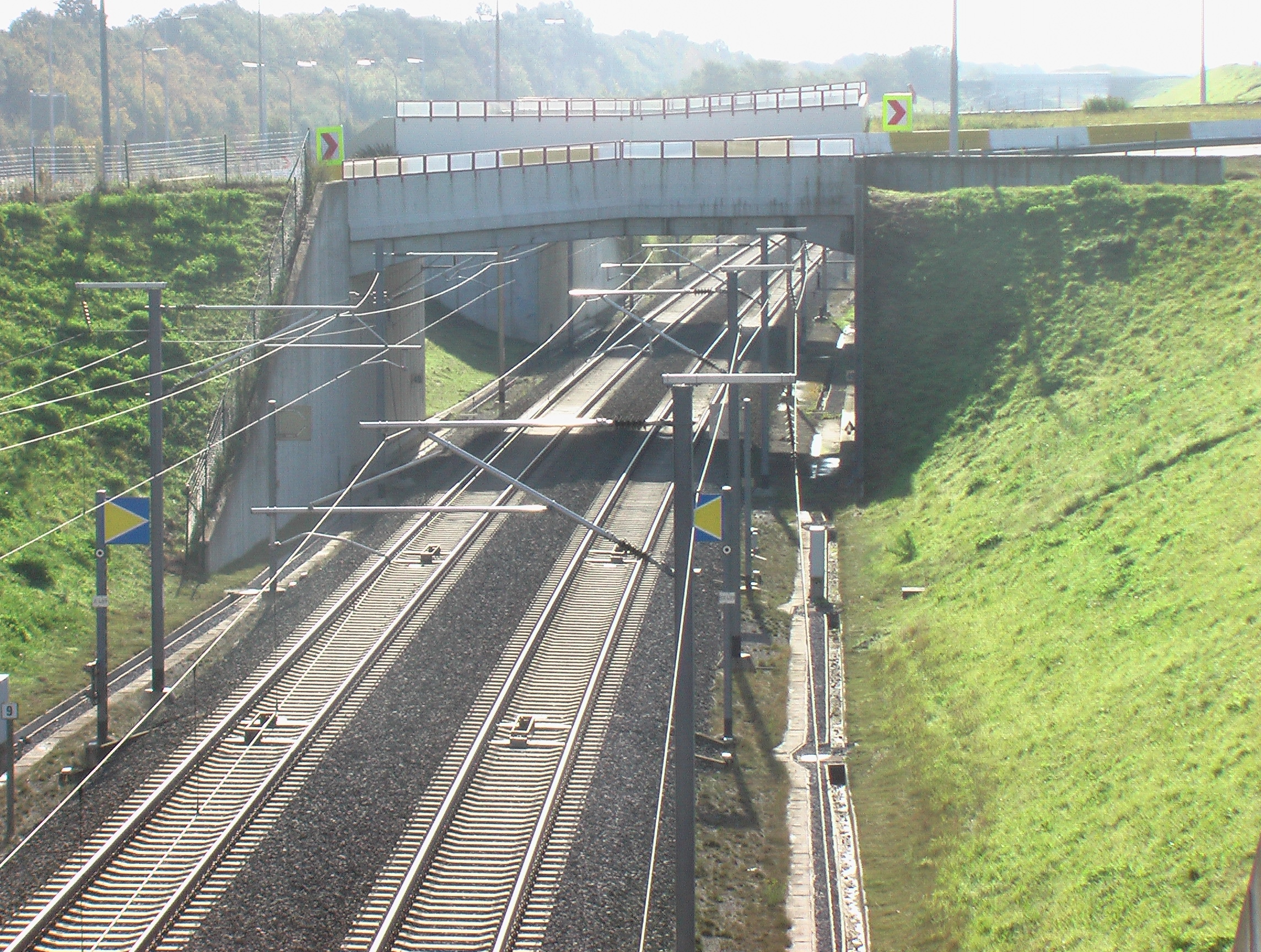

Entre la gare TGV de Bruxelles-Midi et Bruxelles-Nord, les trains utilisent la ligne 0 Bruxelles-Midi - Bruxelles-Nord et traversent les gares de Bruxelles-Chapelle, Bruxelles-Central et Bruxelles-Congrès. Ils empruntent ensuite la ligne 36N soit dès la sortie de la gare du Nord, soit après avoir traversé la gare de Schaerbeek où il est également possible de bifurquer vers le nord (Anvers et les Pays-Bas).
Entre Schaerbeek et Louvain, les trains rapides empruntent la ligne 36N. Ce sont les deux voies centrales utilisées à des vitesses de 200 km/h par les Thalys, ICE, IC-01 (vers Eupen), IC-12 (vers Welkenraedt) et Trains P (vers Visé). Les deux voies externes (la ligne 36) sont utilisées par les trains locaux (omnibus et RER de Bruxelles).
La gare de Louvain peut être traversée à 160 km/h. À sa sortie commence la LGV 2 même. Après la traversée à 200 km/h du tunnel de Bierbeek (758 m), la vitesse maximum de 300 km/h peut être pratiquée le long de l'autoroute E40 entre Bierbeek et Kemexhe. La courbe qui permet de rejoindre le tracé de la ligne 36 est parcourue à 220 km/h. La traversée de la gare d'Ans se fait à 140 km/h. Entre Ans et Liège-Guillemins, les trains utilisent la ligne 36 modernisée, et son plan incliné de la côte d'Ans, à une vitesse variant selon le type de matériel et le sens de circulation de 70 km/h (en descente) à 140 km/h (automotrices en montée).
Entre le tunnel de Bierbeek et la commune de Kemexhe, la ligne franchit, à Waremme, le plus long viaduc de Belgique, qui a la particularité de se situer au niveau du terrain naturel, et donc invisible depuis la surface. En effet, en raison des mauvaises conditions géotechniques à cet endroit (traversée de la vallée de Geer), ce viaduc a dû être construit sur une longueur de 2790 m. Il repose sur une multitude de pieux recouverts d'une dalle en béton.

## Divers
Deux sites de maintenance de la ligne sont installés à proximité de Louvain (Hoegaarden) et d'Ans (Pousset). Chacun d'eux comporte une voie de garage non électrifiée.
La ligne est à double voie électrifiée en courant alternatif 25 kV, 50 Hz et est jalonnée de repères d'arrêts. La signalisation s'effectue grâce à l'ETCS niveau 1. Jusqu'en 2018, la TBL2 était également utilisée sur cette ligne.

## Desserte
- Thalys : Paris-Nord – Bruxelles-Midi – Liège-Guillemins – Aix-la-Chapelle Hbf – Cologne Hbf (– Dusseldorf Hbf – Duisbourg Hbf – Essen Hbf – Dortmund Hbf)
- ICE : Bruxelles-Midi – Bruxelles-Nord – Liège-Guillemins – Aix-la-Chapelle Hbf – Cologne Hbf – Francfort s/Main Aéroport – Francfort s/Main Hbf
- IC-01 de la SNCB : Ostende – Bruges – Gand-Saint-Pierre – Bruxelles-Midi – Bruxelles-Central – Bruxelles-Nord – Louvain – Liège-Guillemins – Verviers-Central – Welkenraedt – Eupen
- IC-12 de la SNCB : Courtrai – Harelbeke – Waregem – Deinze – La Pinte – Gand-Saint-Pierre – Bruxelles-Midi – Bruxelles-Central – Bruxelles-Nord – Louvain – Liège-Guillemins – Angleur – Pepinster – Verviers-Central – Welkenraedt
- Trains P de la SNCB : Bruxelles-Midi – Bruxelles-Central – Bruxelles-Nord – Ans – Liège-Guillemins – Bressoux – Visé